# Valerij Abisalovič Gergijev
Valerij Abisalovič Gergijev (ruski: Валерий Абисалович Гергиев; osetski: Гергити Абисали фурт Валери / Gergiti Abisali Furt Valeri; Moskva, 2. svibnja 1953.), ruski dirigent svjetskoga glasa, osetskog podrijetla, narodni umjetnik Rusije. On je intendant i umjetnički ravnatelj Marijinskog teatra, šef dirigent Londonskoga simfonijskog orkestra, te umjetnički ravnatelj Festivala Bijele noći u Sankt Peterburgu.